# Bathycoccus prasinos
Bathycoccus prasinos ist eine Art (Spezies) des Picoplanktons. Sie ist (mit Stand Mitte Dezember 2021) die einzige allgemein anerkannte Art in der Gattung Bathycoccus (monotypisch). Diese Gattung gehört zusammen mit Ostreococcus (Ostreococcus tauri, …) und Micromonas (Micromonas pusilla, …) zur Ordnung Mamiellales.
Bathycoccus prasinos ist weltweit in den Meeren verbreitet (kosmopolitisch).
Die Einzeller sind etwa 1–2 μm lang, unbeweglich und mit Schuppen bedeckt, sie bilden charakteristische „spinnennetzartige“ Platten (englisch ‘spiderweb-like’ plates) an der Außenseite der Zellen.

## Genom
Das mit 15 Mbp (Megabasenpaare) für Eukaryoten sehr kleine Genom wurde 2012 sequenziert. Viele der Gene sind mit Pflanzen verwandt, und es gibt auch einen (mit ca. 5 % Anteil am Genom) bedeutenden horizontalen Gentransfer von anderen Eukaryoten. Es gibt 19 Chromosomen, von denen zwei einen deutlich unterschiedlichen G+C-Gehalt aufweisen (Ausreißer-Chromosomen, en. outlier chromosomes), ein größeres (Chromosom 14, big outlier chromosome, BOC; atypisch nur in einer BOC1 genannten Region mit 217 vorhergesagten Genen) und ein kleineres (Chromosom 19, small outlier chromosome, SOC; atypisch über die ganze Länge mit 72 vorhergesagten Genen). Das kleine Outlier-Chromosom (SOC) könnte aufgrund seiner beobachteten Hypervariabilität eine Schlüsselrolle bei der Anfälligkeit der Alge für virale Infektionen spielen.
Auch die Sequenzierung anderer Arten der Ordnung Mamiellales ergab das Vorkommen ähnlich abweichender Outlier-Chromosomen, z. B. bei Ostreococcus tauri (mit einer ähnlichen Rolle des SOC), O. lucimarinus und Micromonas pusilla.
Das National Center for Biotechnology Information listet in der Gattung Bathycoccus aufgrund ermittelter DNA- bzw. Protein-Sequenzen neben der Spezies B. prasinos (mit dem Stamm B. p. str. RCC1005) noch eine Reihe weiterer möglicher Spezies mit provisorischen Namen auf (B. sp. Ban7, B. sp. NIOZ-UU96, B. sp. SAG1, B. sp. SAG2, B. sp. SAG3, B. sp. SAG4 und B. sp. TOSAG39-1; Stand 16. Dezember 2021).

## Viren
B. prasinos wird von Riesenviren der Gattung Prasinovirus parasitiert (zumindest sind diese mit B. prasinos assoziiert); vorgeschlagen wurde die Virusspezies Bathycoccus prasinos virus (Bathycoccus sp. RCC1105 virus BpV, BpV) mit den beiden Varianten BpV1 (bzw. BpV-1) und BpV2 (bzw. BpV-2).
Unerwarteterweise wurden im Virusgenom zwei lange proteinkodierende Sequenzen (CDS) sowohl bei BpV-1 (mit 11.202 und 17.067 bp), als auch bei BpV-2 (mit 9.378 und 11.028 bp) gefunden. Sie zeigten in den öffentlichen Datenbanken keine engen taxonomischen oder funktionellen Übereinstimmungen mit anderen bis dato bekannten Viren. Diese CDS machen zwischen 10 und 15 % des gesamten Genoms aus, aber ihre Funktion blieb zunächst (Stand 2017) ungeklärt.